# 欧盟动物政治
欧盟动物政治（英語：Animal Politics EU），前称欧洲动物7，是欧盟国家的一个政治团体，由欧盟的各国一些主张动物权利和动物福利的政党组成。该团体成立于2014年。该团体是欧洲议会左翼—GUE/NGL和绿党/欧洲自由联盟的成员。

## 成员党
- 比利时 动物（英语：DierAnimal）
- 賽普勒斯 塞浦路斯动物党（英语：Animal Party Cyprus）
- 法國 动物主义党（英语：Animalist Party）
- 芬兰 芬兰动物公正党（英语：Animal Justice Party of Finland）
- 德国 人类、环境与动物福利党
- 義大利 意大利动物主义党（英语：Italian Animalist Party）
- 荷蘭 爱护动物党
- 葡萄牙 人民—动物—自然
- 瑞典 动物党（英语：Animals' Party）
- 西班牙 动物主义党和环境
- 英国 动物福利党（英语：Animal Welfare Party）